# Polana (województwo opolskie)
Polana – wieś w Polsce położona w województwie opolskim, w powiecie brzeskim, w gminie Grodków.
W latach 1975–1998 miejscowość położona była w województwie opolskim.
Obecnie trwają starania o wejście wsi w administracyjne granice miasta Grodków. Miejscowość nie występuje w zestawieniach GUS jako jednostka spisowa.

## Historia
Powstała jako osada przyfolwarczna w XVIII w. W latach PRL-u funkcjonowała jako Państwowe Gospodarstwo Rolne, a następnie jako przysiółek w granicach sołectwa Wierzbnik. Jako samodzielne sołectwo od 14 I 2004 roku.